# Orde van Klement Gottwald

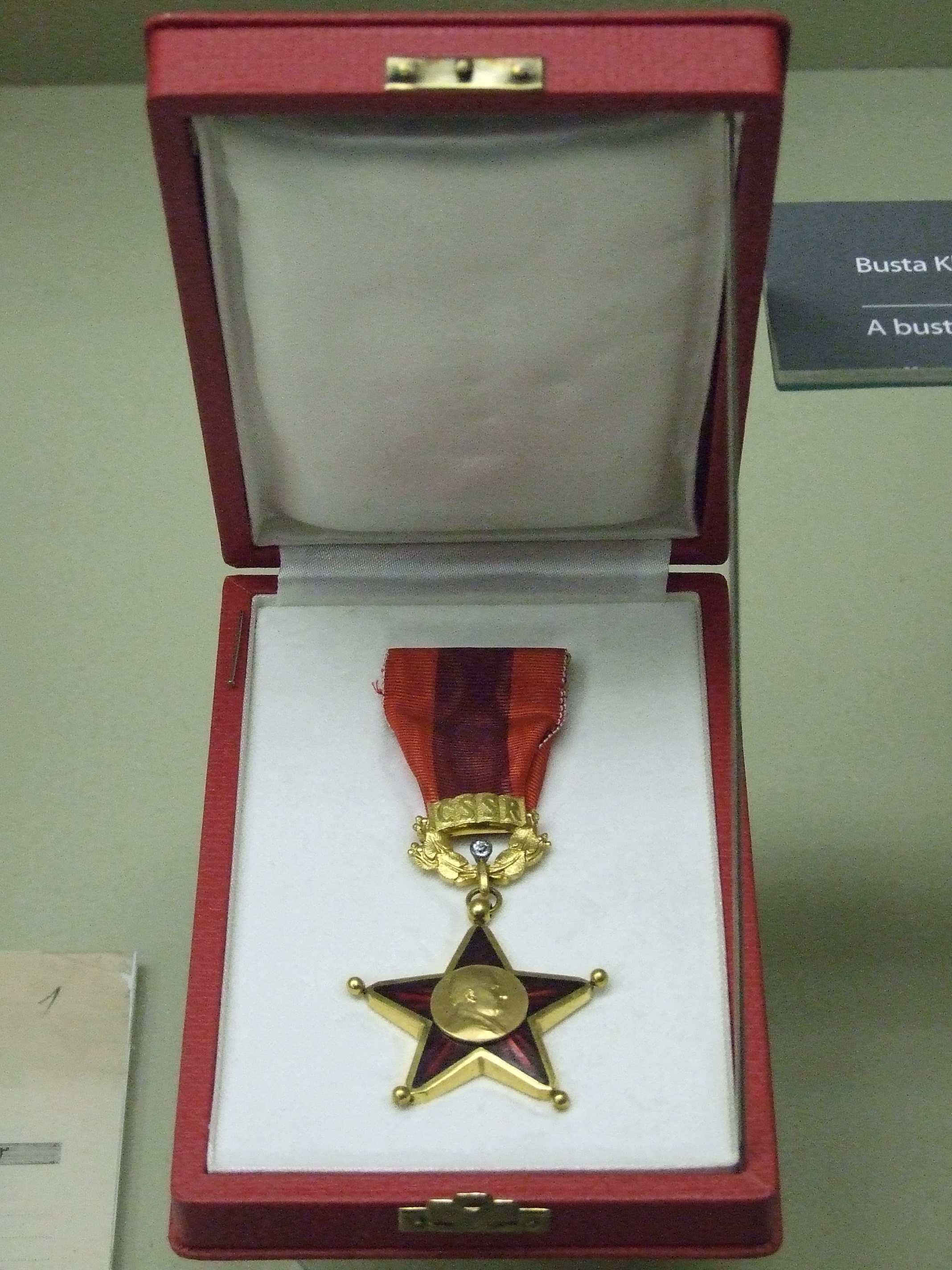
Onderscheiding van de orde

De Orde van Klement Gottwald (Tsjechisch: Řád Klementa Gottwalda - za budování socialistické vlasti), werd in 1955 na de dood van Klement Gottwald, de eerste stalinistische president van Tsjecho-Slowakije ingesteld.
De in 1953 ingestelde Orde van de Bouw van het Socialistisch Vaderland (Tsjechisch: Řád budování socialistické vlasti) werd daartoe gereorganiseerd en omgedoopt.
De orde werd na het opheffen van Tsjecho-Slowakije in 1990 opgeheven. Men mag haar nog wel dragen.
Het lint van de orde bleef rood-donkerrood-rood. Het kleinood is een donkerrode gouden vijfpuntige ster met in het midden het gouden portret van Gottwald. De verbinding met het lint is een halve gouden krans met de letters "ČSR" en een briljant. In 1960 werd het opschrift "ČSR" vervangen door "ČSSR" en koos men een nieuw, iets duidelijker, portret.